# Kapelle Ulrichsbichl

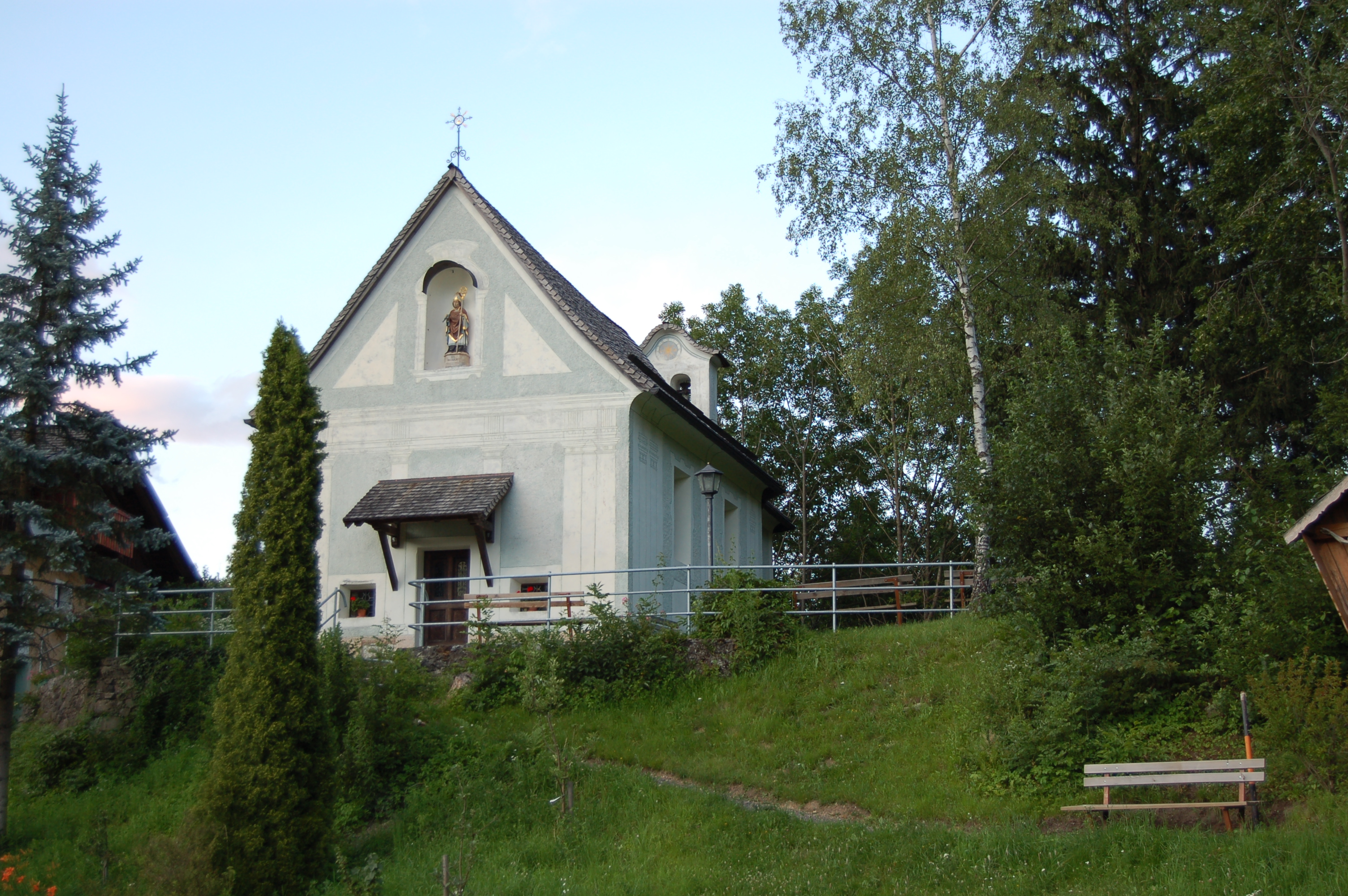
Westliche Giebelwand mit Nische und Ulrichstatue

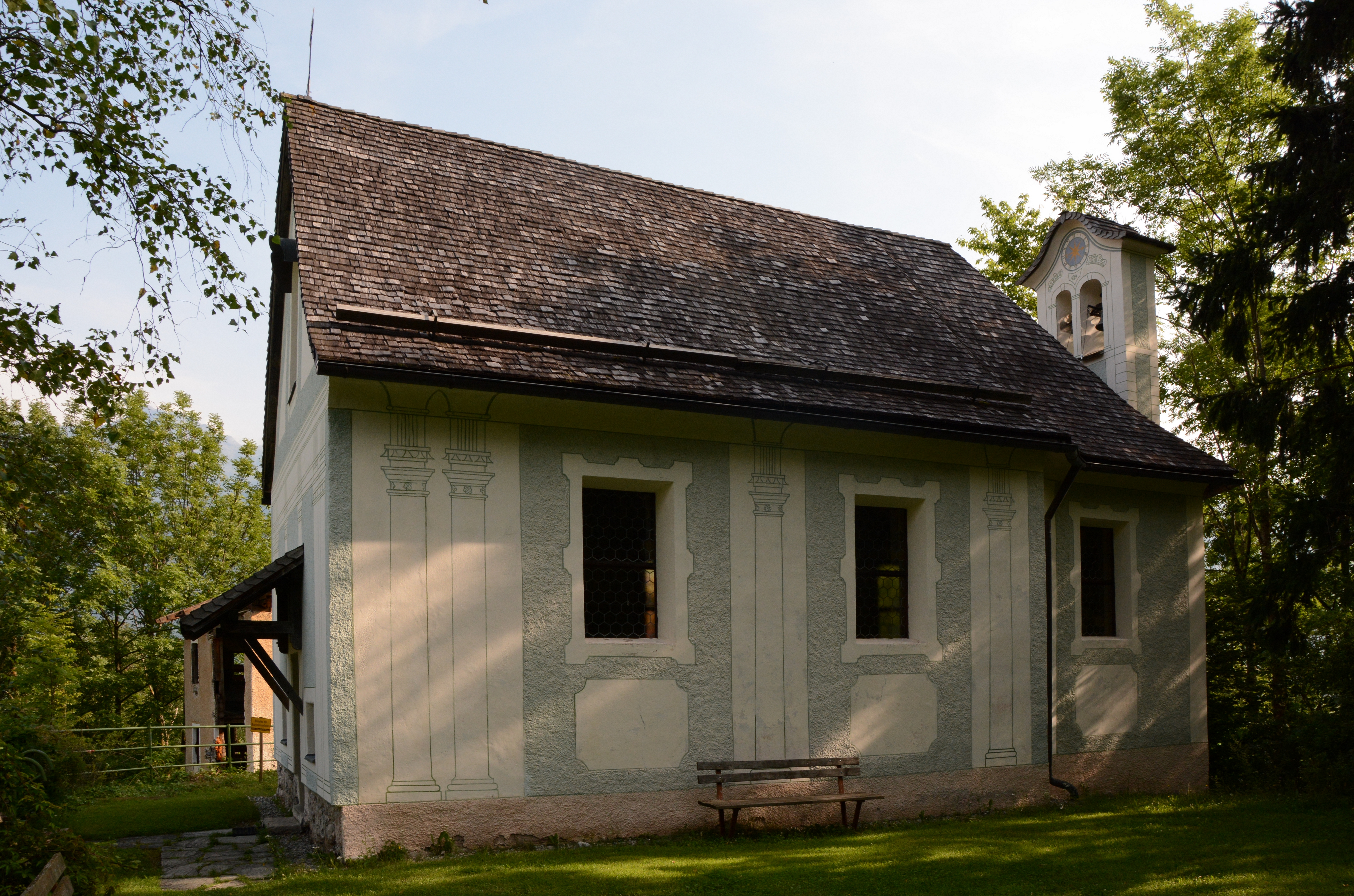
Südliche Längswand mit Glockenwand

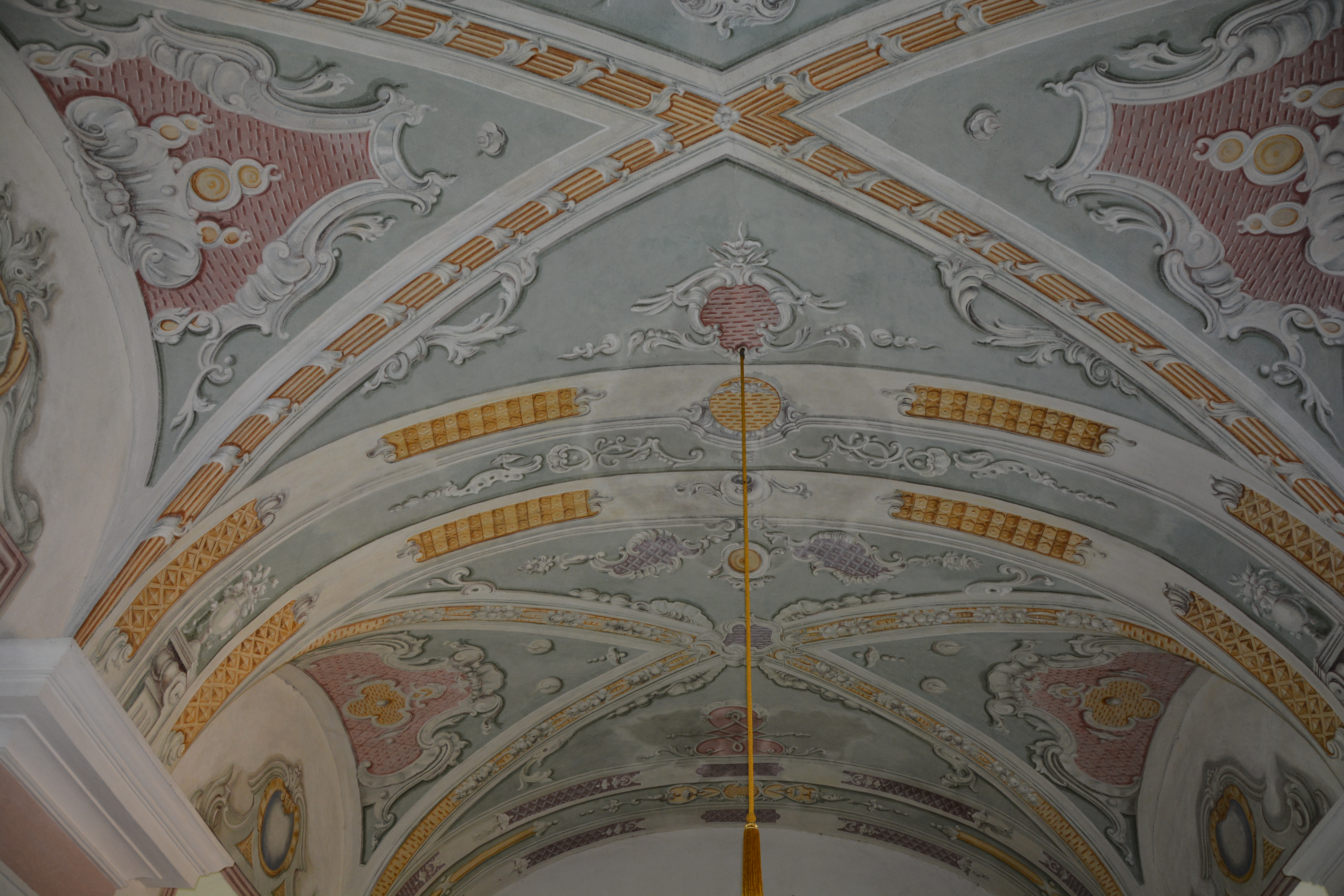
Deckenfresken

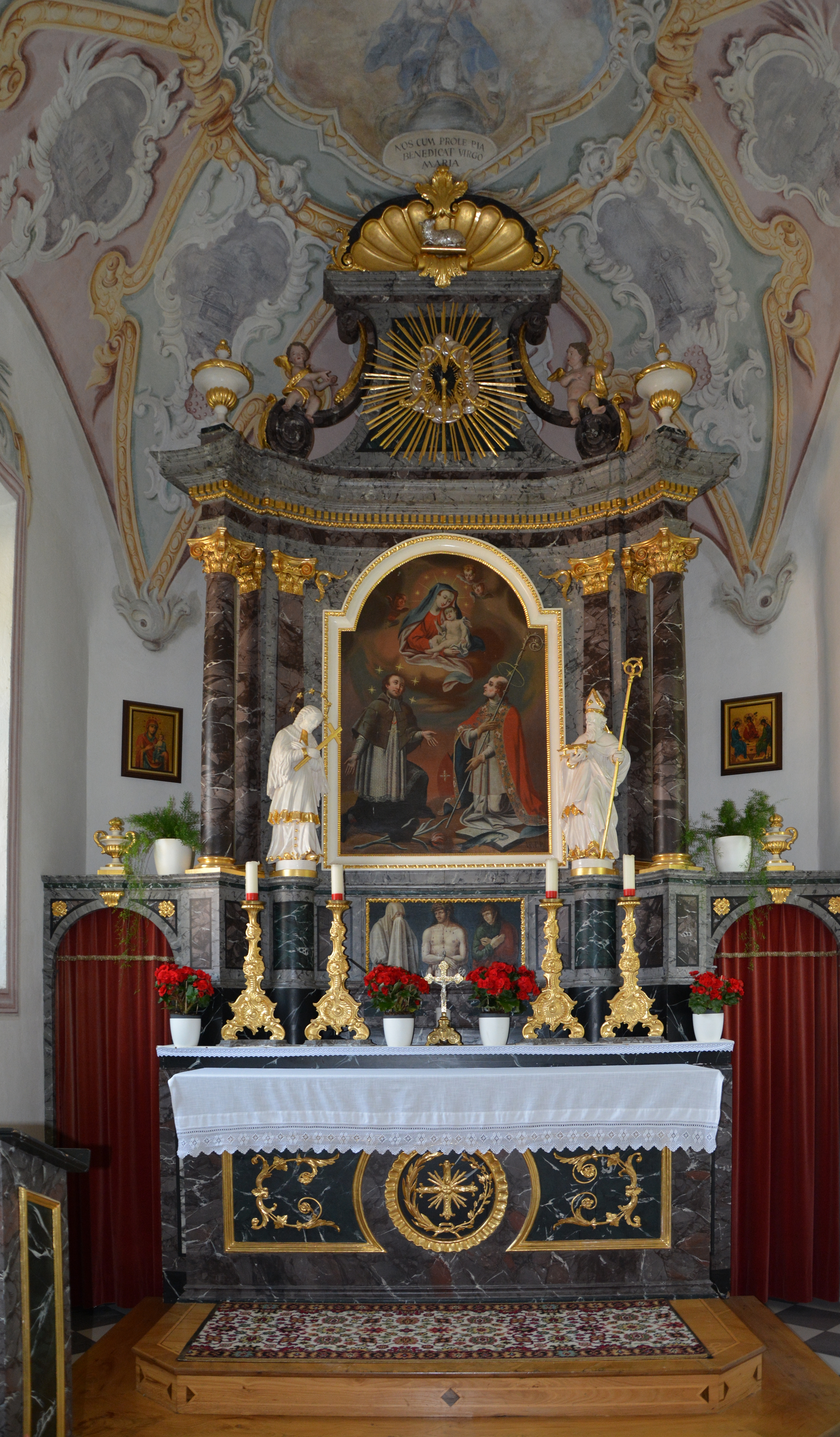
Altar

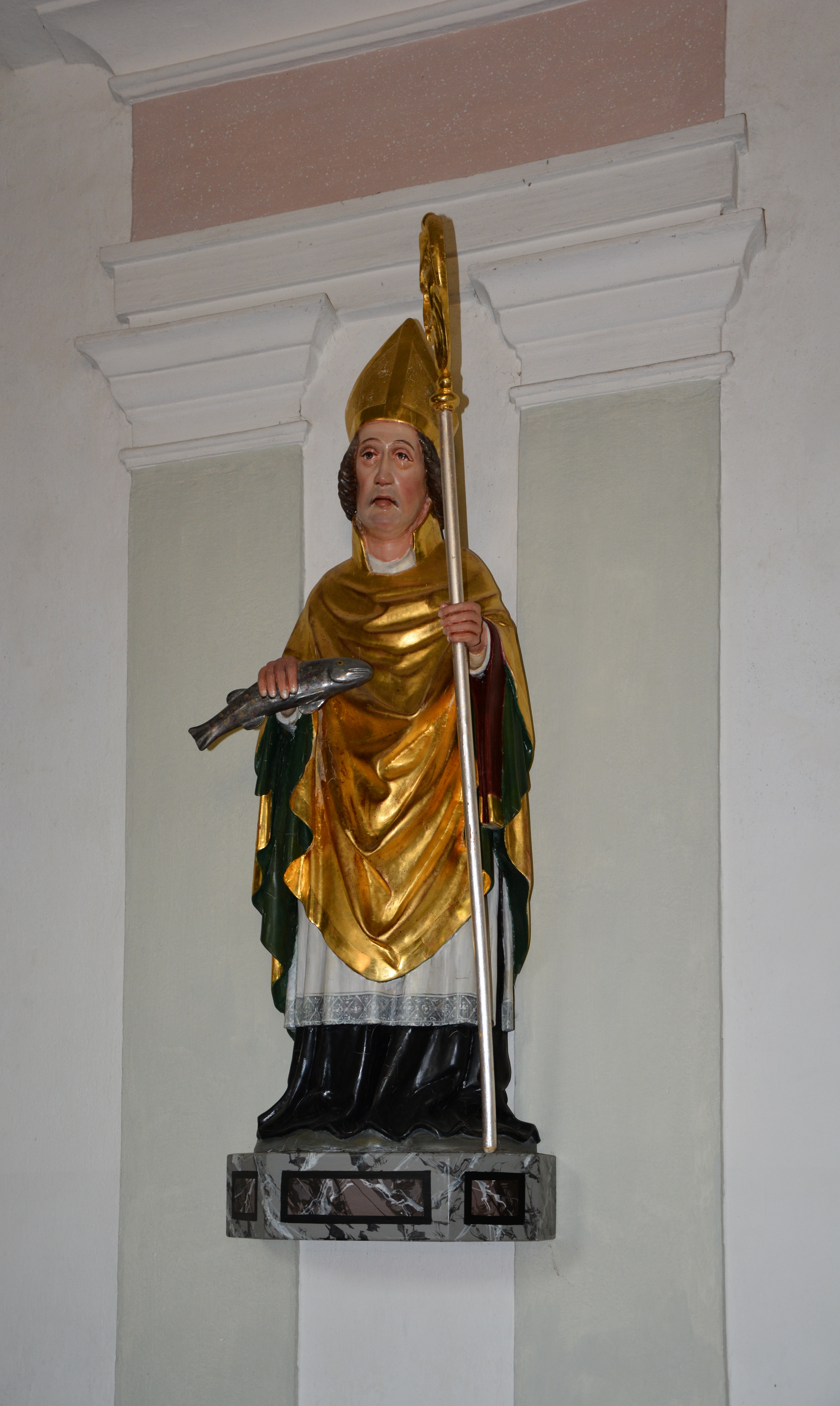
Heiliger Ulrich (um 1430)

Die römisch-katholische Kapelle am Ulrichsbichl ist eine denkmalgeschützte Kapelle in der Ortschaft Ulrichsbichl in der Gemeinde Amlach in Osttirol. Die im Kern romanische Kapelle wurde im ausgehenden Mittelalter nach Osten erweitert und Mitte des 18. Jahrhunderts saniert und barockisiert.

## Lage
Die Ulrichskapelle liegt auf einem bewaldeten Hügel zwischen Amlach und Tristach, wobei der Hügel als Ulrichsbichel oder Ulrichsbühel bezeichnet wird. Die gleichnamige Ortschaft Ulrichsbichl erstreckt sich von der Kapelle angrenzend nach Westen, wobei das Haus Ulrichsbichl 2 direkt nördlich der Kapelle liegt.

## Geschichte
Die Kapelle am Ulrichsbichl geht auf einen romanischen Vorgängerbau zurück, dessen Reste in Folge der letzte Restaurierung im Sockelbereich der West- und teilweise in der Nordwand gefunden wurden. Die romanische Kapelle wurde vermutlich im ausgehenden Mittelalter nach Osten erweitert und im Jahr 1752 dem Haller Damenstift als baufällig gemeldet. In der Folge wurde die Kapelle von 1760 bis 1762 durch den Baumeister Thomas Mayr saniert und barockisiert. Im Jahr 1851 erfolgte die klassizistische Außengestaltung und die Einrichtung neuer Altäre. Die Rokokomalereien wurden 1908 von Emil Kerle übermalt. Im Jahr 1968 erfolgte eine neuerliche Restaurierung der Kapelle, wobei das Gewölbe belassen wurde. Nach der Neueindeckung des Dachstuhls mit Lärchenschindeln und der Neufärbelung der Fassade wurde 1993 auch ein neues Vordach errichtet. Die Innenrestaurierung mit der Freilegung der spätbarocken Malereien folgte ein Jahr später. Im Anschluss wurde die Kapelle 1995 neu geweiht.
In der Kapelle wurde zunächst der heilige Ägidius verehrt, danach die „Schmerzhafte Mutter vom Leidenthal“. Nach einer Überlieferung stand einst im südwestlich gelegenen Leidental eine Kapelle, deren Gnadenbild der Schmerzhaften Muttergottes nach einer Unwetterkatastrophe und der Zerstörung der Kapelle nach Ulrichsbichl übertragen wurde. Noch heute wird die Wallfahrt zur Kapelle als Wallfahrt zur „Schmerzhaften Mutter auf'm Bichl“ bezeichnet. Der Wechsel zum Patrozinium des heiligen Ulrichs soll um 1570 erfolgt sein. Teilweise werden auch Johannes und Paulus als Patrone der Kapelle genannt.

## Bauwerk
Bei der Kapelle handelt es sich um eine zweijochige Kapelle mit rechteckigem Grundriss und östlich anschließendem, eingezogenen Rechteckchor mit dreiseitigem Abschluss. Das Satteldach ist schindelgedeckt, wobei sich über der Stirnwand des Chors eine ebenfalls holzverschindelte, zweibogige Glockenwand befindet. Der rechteckige Eingang der Kapelle befindet sich in der westseitigen Giebelwand, die zudem durch eine Rundbogennische im Giebelfeld und seitlich des Einganges durch zwei Fenster geprägt ist. In der Nord- und Südwand finden sich zudem je zwei, an den Chorseiten jeweils ein Fenster. Die Außengestaltung ist von der klassizistischen Gliederung aus rauem, grünen Spritzputz und weißen glatten Putzfelden mit teilweise Zeichnungen von Pilastern bzw. Doppelpilastern geprägt. Der Sockelbereich wurde durch Spritzwurf in Rosa akzentuiert.
Das Gewölbe der Kapelle wurde als Stichkappentonne ausgeführt während sich im um eine Stufe erhöhtem, eingezogenen Chor ein Platzlgewölbe befindet. Die Gliederung im Inneren erfolgt durch Doppelpilaster, am Boden wurden weiße und grauen Marmorfliesen verlegt.

## Ausstattung

### Fresken
Die spätbarocken Fresken wurden 1761 von Thomas Valtiner als illusionistischer architektonischer und ornamentaler Stuck ausgeführt. Im Chor befindet sich eine Darstellung der Maria vom Siege auf Weltkugel mit Schlange umgeben von sechs Grisaillen mit symbolischer Darstellung der Lauretanischen Litanei (elfenbeinerner Turm, goldenes Haus, Arche des Bundes, Pforte des Himmels, Morgenstern, kostbares Gefäß).

### Hochaltar
Ursprünglich soll die Kirche einen Altar mit Bildnis der Dreifaltigkeit besessen haben. Anfang der 1840er Jahre wurde ein neuer Altar aufgestellt, der aber bereits 1850/51 durch einen anderen Altar ersetzt wurde. Das alte Altarbild wurde in der Folge über dem Eingang angebracht. Der neue Altar zeigt die Muttergottes im Tale zu La Salette. 1947 war das Altarblatt entfernt und durch eine Fatima-Muttergottes ersetzt worden. Der Altar wurde jedoch im Zuge der Restaurierung wieder in seinen ursprünglichen Zustand versetzt. Mensa, Lesepult und Opfergangportale wurde 1995 errichtet. Der Altar wurde mittels Pilastern, vorgestellter Säule und geradem Gebälk gegliedert. Im Auszug befinden sich Putten, in der bekrönenden Muschel ein apokalyptisches Lamm, im Auszugsfeld ein Marienmonogramm in Wolken- und Strahlenkranz. Die weißen, teilweise vergoldeten Altarfiguren stellen den heiligen Johannes Nepomuk (links) und den heiligen Ulrich (rechts) dar. Das Altarbild aus der zweiten Hälfte des 17. Jahrhunderts zeigt die heiligen Nepomuk und Ulrich vor Maria kniend. Unterhalb des Altarblatts befindet sich in der Sockelzone zudem ein Predellenbild mit halbfigürlichen Darstellungen des Schmerzensmanns mit Maria und Johannes aus dem Beginn des 16. Jahrhunderts.

### Gemälde und Bildwerke
Die Kreuzwegstationen an der Eingangswand stammen aus dem dritten Viertel des 19. Jahrhunderts und wurden in Öl auf Leinwand ausgeführt. Darüber befinden sich zwei Gemälde mit Darstellungen des heiligen Franziskus in Vision mit Engel und Geige aus der Mitte des 17. Jahrhunderts bzw. der heilige Hieronymus als Einsiedler mit Löwen aus dem Jahr 1619.
An den Längswänden befindet sich zwischen den Jochen auf Konsolen zwei Standfiguren. Die Darstellung an der südlichen Längswand stammt aus der Zeit um 1430 und zeigt den heiligen Ulrich mit Fisch und Stab. An der nördlichen Längswand befindet sich eine Pieta aus dem 18. Jahrhundert.